# Vuelta Ciclista a Costa Rica 2024
La Vuelta Ciclistica a Costa Rica 2024, cinquantottesima edizione della corsa, valevole come prova dell'UCI America Tour 2025, si svolgerà in dieci tappe dal 13 al 22 dicembre 2024 per un totale di 1522 km con partenza da Heredia e arrivo a La Aurora de Heredia.

## Tappe
| Tappa  | Data        | Percorso                                               | km   | Vincitore di tappa | Leader cl. generale |
| ------ | ----------- | ------------------------------------------------------ | ---- | ------------------ | ------------------- |
| 1ª     | 13 dicembre | Heredia > Liberia                                      | 219  |                    |                     |
| 2ª     | 14 dicembre | Liberia > Quesada                                      | 226  |                    |                     |
| 3ª     | 15 dicembre | Quesada > Paraiso de Cartago                           | 222  |                    |                     |
| 4ª     | 16 dicembre | Estadio Nacional > Quepos                              | 165  |                    |                     |
| 5ª     | 17 dicembre | Quepos > Golfito                                       | 191  |                    |                     |
| 6ª     | 18 dicembre | Corredores > San Vito de Coto Brus (cron. individuale) | 32   |                    |                     |
| 7ª     | 19 dicembre | Corredores > Buenos Aires                              | 139  |                    |                     |
| 8ª     | 20 dicembre | Pérez Zeledón > San Rafael de Oreamuno                 | 119  |                    |                     |
| 9ª     | 21 dicembre | Naranjo > Naranjo                                      | 110  |                    |                     |
| 10ª    | 22 dicembre | La Aurora de Heredia > La Aurora de Heredia            | 99   |                    |                     |
| Totale | Totale      | Totale                                                 | 1522 |                    |                     |

## Dettagli delle tappe

### 1ª tappa
- 13 dicembre: Heredia > Liberia – 219 km

Risultati
| Pos. | Corridore | Squadra | Tempo |
| ---- | --------- | ------- | ----- |
| 1    |           |         |       |
| 2    |           |         |       |
| 3    |           |         |       |

| Pos. | Corridore | Squadra | Tempo |
| ---- | --------- | ------- | ----- |
| 1    |           |         |       |
| 2    |           |         |       |
| 3    |           |         |       |

### 2ª tappa
- 14 dicembre: Liberia > Quesada – 226 km

Risultati
| Pos. | Corridore | Squadra | Tempo |
| ---- | --------- | ------- | ----- |
| 1    |           |         |       |
| 2    |           |         |       |
| 3    |           |         |       |

| Pos. | Corridore | Squadra | Tempo |
| ---- | --------- | ------- | ----- |
| 1    |           |         |       |
| 2    |           |         |       |
| 3    |           |         |       |

### 3ª tappa
- 15 dicembre: Quesada > Paraiso de Cartago – 222 km

Risultati
| Pos. | Corridore | Squadra | Tempo |
| ---- | --------- | ------- | ----- |
| 1    |           |         |       |
| 2    |           |         |       |
| 3    |           |         |       |

| Pos. | Corridore | Squadra | Tempo |
| ---- | --------- | ------- | ----- |
| 1    |           |         |       |
| 2    |           |         |       |
| 3    |           |         |       |

### 4ª tappa
- 16 dicembre: Estadio Nacional > Quepos – 165 km

Risultati
| Pos. | Corridore | Squadra | Tempo |
| ---- | --------- | ------- | ----- |
| 1    |           |         |       |
| 2    |           |         |       |
| 3    |           |         |       |

| Pos. | Corridore | Squadra | Tempo |
| ---- | --------- | ------- | ----- |
| 1    |           |         |       |
| 2    |           |         |       |
| 3    |           |         |       |

### 5ª tappa
- 17 dicembre: Quepos > Golfito – 191 km

Risultati
| Pos. | Corridore | Squadra | Tempo |
| ---- | --------- | ------- | ----- |
| 1    |           |         |       |
| 2    |           |         |       |
| 3    |           |         |       |

| Pos. | Corridore | Squadra | Tempo |
| ---- | --------- | ------- | ----- |
| 1    |           |         |       |
| 2    |           |         |       |
| 3    |           |         |       |

### 6ª tappa
- 18 dicembre: Corredores > San Vito de Coto Brus – Cronometro individuale – 32 km

Risultati
| Pos. | Corridore | Squadra | Tempo |
| ---- | --------- | ------- | ----- |
| 1    |           |         |       |
| 2    |           |         |       |
| 3    |           |         |       |

| Pos. | Corridore | Squadra | Tempo |
| ---- | --------- | ------- | ----- |
| 1    |           |         |       |
| 2    |           |         |       |
| 3    |           |         |       |

### 7ª tappa
- 19 dicembre: Corredores > Buenos Aires – Cronometro individuale – 139 km

Risultati
| Pos. | Corridore | Squadra | Tempo |
| ---- | --------- | ------- | ----- |
| 1    |           |         |       |
| 2    |           |         |       |
| 3    |           |         |       |

| Pos. | Corridore | Squadra | Tempo |
| ---- | --------- | ------- | ----- |
| 1    |           |         |       |
| 2    |           |         |       |
| 3    |           |         |       |

### 8ª tappa
- 20 dicembre: Pérez Zeledón > San Rafael de Oreamuno – 119 km

Risultati
| Pos. | Corridore | Squadra | Tempo |
| ---- | --------- | ------- | ----- |
| 1    |           |         |       |
| 2    |           |         |       |
| 3    |           |         |       |

| Pos. | Corridore | Squadra | Tempo |
| ---- | --------- | ------- | ----- |
| 1    |           |         |       |
| 2    |           |         |       |
| 3    |           |         |       |

### 9ª tappa
- 21 dicembre: Naranjo > Naranjo – 110 km

Risultati
| Pos. | Corridore | Squadra | Tempo |
| ---- | --------- | ------- | ----- |
| 1    |           |         |       |
| 2    |           |         |       |
| 3    |           |         |       |

| Pos. | Corridore | Squadra | Tempo |
| ---- | --------- | ------- | ----- |
| 1    |           |         |       |
| 2    |           |         |       |
| 3    |           |         |       |

### 10ª tappa
- 22 dicembre: La Aurora de Heredia > La Aurora de Heredia – 99 km

Risultati
| Pos. | Corridore | Squadra | Tempo |
| ---- | --------- | ------- | ----- |
| 1    |           |         |       |
| 2    |           |         |       |
| 3    |           |         |       |

| Pos. | Corridore | Squadra | Tempo |
| ---- | --------- | ------- | ----- |
| 1    |           |         |       |
| 2    |           |         |       |
| 3    |           |         |       |

## Evoluzione delle classifiche
| Tappa              | Vincitore | Classifica generale Maglia gialla | Classifica a punti Maglia verde | Classifica scalatori Maglia a pois | Classifica giovani Maglia bianca | Classifica a squadre Numero |
| ------------------ | --------- | --------------------------------- | ------------------------------- | ---------------------------------- | -------------------------------- | --------------------------- |
| 1ª                 |           |                                   |                                 |                                    |                                  |                             |
| 2ª                 |           |                                   |                                 |                                    |                                  |                             |
| 3ª                 |           |                                   |                                 |                                    |                                  |                             |
| 4ª                 |           |                                   |                                 |                                    |                                  |                             |
| 5ª                 |           |                                   |                                 |                                    |                                  |                             |
| 6ª                 |           |                                   |                                 |                                    |                                  |                             |
| 7ª                 |           |                                   |                                 |                                    |                                  |                             |
| 8ª                 |           |                                   |                                 |                                    |                                  |                             |
| 9ª                 |           |                                   |                                 |                                    |                                  |                             |
| 10ª                |           |                                   |                                 |                                    |                                  |                             |
| Classifiche finali |           |                                   |                                 |                                    |                                  |                             |

Maglie indossate da altri ciclisti in caso di due o più maglie vinte

## Classifiche finali

### Classifica generale - Maglia gialla
| Pos. | Corridore | Squadra | Tempo |
| ---- | --------- | ------- | ----- |
| 1    |           |         |       |
| 2    |           |         |       |
| 3    |           |         |       |
| 4    |           |         |       |
| 5    |           |         |       |
| 6    |           |         |       |
| 7    |           |         |       |
| 8    |           |         |       |
| 9    |           |         |       |
| 10   |           |         |       |

### Classifica a punti - Maglia verde
| Pos. | Corridore | Squadra | Punti |
| ---- | --------- | ------- | ----- |
| 1    |           |         |       |
| 2    |           |         |       |
| 3    |           |         |       |
| 4    |           |         |       |
| 5    |           |         |       |

### Classifica scalatori - Maglia a pois
| Pos. | Corridore | Squadra | Punti |
| ---- | --------- | ------- | ----- |
| 1    |           |         |       |
| 2    |           |         |       |
| 3    |           |         |       |
| 4    |           |         |       |
| 5    |           |         |       |

### Classifica giovani - Maglia bianca
| Pos. | Corridore | Squadra | Tempo |
| ---- | --------- | ------- | ----- |
| 1    |           |         |       |
| 2    |           |         |       |
| 3    |           |         |       |
| 4    |           |         |       |
| 5    |           |         |       |

### Classifica a squadre
| Pos. | Squadra | Tempo |
| ---- | ------- | ----- |
| 1    |         |       |
| 2    |         |       |
| 3    |         |       |
| 4    |         |       |
| 5    |         |       |